# 13 городов коэнов
13 городов коэнов — 13 городов и сел и их прилегающие территории, перечисленные в Книге Иисуса Навина (Нав. 21:13—21) как выделенные Элеэйзером и Иисусом Навином кохенам (израильскому священству) и их семьям. Города коэнов являются подгруппой 48 городов левитов, распределенных по частям колена Левия.

## Библейские ссылки
Все названия городов коэнов сопровождаются припиской др.-евр. ואת מגרשה‬ («периферийная земля вокруг города») — предположительно 2000 амах во всех направлениях. Эти 13 городов использовались коэнами с момента первого прихода изрэлитов в Землю Израиля до тех пор, пока они не были опустошены Навуходоносором.
После возвращения евреев из 70-летнего вавилонского плена, согласно книгам Ездры и Неемии, эти 13 городов были вновь заселены коэнами.

### Список городов
Все города сопровождаются припиской «и его периферия» (др.-евр. וְאֶת מִגְרָשֶׁהָ‬):
1. др.-евр. אֶת חֶבְרוֹן וְאֶת מִגְרָשֶׁהָ‬ Хеврон
2. др.-евр. וְאֶת לִבְנָה וְאֶת מִגְרָשֶׁהָ‬ Ливна и её периферия
3. др.-евр. וְאֶת יַתִּר וְאֶת מִגְרָשֶׁהָ‬ Ятир и его периферия
4. др.-евр. וְאֶת אֶשְׁתְּמֹעַ וְאֶת מִגְרָשֶׁהָ‬ Эштемоа и её периферия
5. др.-евр. וְאֶת חֹלֹן וְאֶת מִגְרָשֶׁהָ‬ Холон и его периферия
6. др.-евр. וְאֶת דְּבִר וְאֶת מִגְרָשֶׁהָ‬ Девир и его периферия
7. др.-евр. וְאֶת עַיִן וְאֶת מִגְרָשֶׁהָ‬ Айн и его периферия
8. др.-евр. וְאֶת יֻטָּה וְאֶת מִגְרָשֶׁהָ‬ Юта и её периферия
9. др.-евр. אֶת בֵּית שֶׁמֶשׁ וְאֶת מִגְרָשֶׁהָ‬ Бейт-Шемеш и его периферия
10. др.-евр. אֶת גִּבְעוֹן וְאֶת מִגְרָשֶׁהָ‬ Гаваон и его периферия
11. др.-евр. אֶת גֶּבַע וְאֶת מִגְרָשֶׁהָ‬ Геба и её периферия (Нав. 21:17, Неем. 11:31)
12. др.-евр. אֶת עֲנָתוֹת וְאֶת מִגְרָשֶׁהָ‬ Анафоф и его периферия
13. др.-евр. וְאֶת עַלְמוֹן וְאֶת מִגְרָשֶׁהָ‬ Алмон и его периферия